# Euxoa fumosa
Euxoa fumosa är en fjärilsart som beskrevs av Denis och Ignaz Schiffermüller 1775. Euxoa fumosa ingår i släktet Euxoa och familjen nattflyn. Inga underarter finns listade i Catalogue of Life.